# Антикоммунистическая лига народов Азии
Антикоммунистическая лига народов Азии (англ. Asian People's Anti-Communist League; кор. 아시아반공연맹; кит. 亚洲人民反共联盟), сейчас известна под названием Азиатско-Тихоокеанская лига за свободу и демократию — организация антикоммунистических политиков Азиатско-Тихоокеанского региона, основанная в 1954 году по инициативе Ли Сын Мана. Активно участвовала в военно-политических конфликтах с ДРВ, КНР, КНДР. Дополняла блок СЕАТО на уровне неправительственной организации. Инициировала создание Всемирной антикоммунистической лиги в 1966 году. С 1990 года изменила название, является региональным подразделением Всемирной лиги за свободу и демократию. Штаб-квартира базируется на Тайване в Тайбэе.

## Предыстория
В 1949 году к власти в Китае пришла Коммунистическая партия во главе с Мао Цзэдуном. Коммунистический режим Ким Ир Сена утвердился на севере Кореи, в 1950—1953 Корейский полуостров был охвачен полномасштабной войной. В мае 1954 года французские войска капитулировали в битве при Дьенбьенфу, что означало укрепление коммунистического режима в Северном Вьетнаме и его экспансию на юг страны.
Эти процессы вызывали тревогу правых антикоммунистических сил Азиатско-Тихоокеанского региона — особенно правительств Тайваня, Южной Кореи, Южного Вьетнама, Таиланда и Филиппин, для которых жёсткое военно-политическое противостояние было уже актуальным.

## Основание, идеология, деятельность
Инициатива создания региональной организации для «противодействия коммунистической агрессии в Азии» была высказана весной 1954 года властями Южной Кореи и Тайваня. Первичной организационной основой стала Корейская антикоммунистическая лига, созданная 6 мая 1954 года. Первая конференция Антикоммунистической лиги народов Азии (Asian People’s Anti Communist League, APACL) состоялась 15 июня — 16 июня 1954 в Чинхэгу. Присутствовали официальные делегации Республики Корея, Китайской Республики, Филиппин, Макао и островов Рюкю. На форуме выступил президент Южной Кореи Ли Сын Ман. Было принято решение об учреждении APACL и несколько резолюций, в том или ином аспекте призывавших азиатские народы к сопротивлению коммунизму. 15 июня 1954 года считается днём основания Лиги.
APACL формировалась при поддержке официальных властей. От её имени выступали президент Южной Кореи Ли Сын Ман, президент Тайваня Чан Кайши, президент Филиппин Рамон Магсайсай, впоследствии к ним примкнули президент Южного Вьетнама Нго Динь Зьем и премьер-министр Таиланда Сарит Танарат. В то же время Лига являлась неправительственной организацией. Председателем APACL стал южнокорейский политик Ён П. Ли, видными активистами были председатель Китайской демократической лиги Чан Тайвэй, политический советник Чан Кайши Гу Чжэнган, бывший премьер-министр Государства Вьетнам Нгуен Ван Там. К Лиге примкнули антикоммунистические активисты из Японии, Индии, Индонезии, Малайзии, Бирмы, Лаоса, островных стран Тихого океана, Австралии, Новой Зеландии, США.
Деятельность APACL сводилась в основном к публичным выступлениям, установлению и расширению организационных связей. Однако политико-идеологические установки Лиги воспринимались правительствами. Кроме того, APACL выступала своеобразным дополнением блока СЕАТО на неправительственном уровне. Штаб-квартира располагалась в Сайгоне (1957—1964), Маниле (1965—1967), вновь в Сайгоне (1967—1975) и с 1976 — в Тайбэе.
В X конференции APACL (Тайбэй, 1964) участвовали 150 делегатов из 18 стран, а также Гонконга и Рюкю. Перед делегатами произнёс речь Чан Кайши. Неофициально выступил будущий президент США Ричард Никсон, в частном порядке представлявший консервативные круги Республиканской партии. Присутствовали гости из Либерии и Сомали. Новым председателем Исполнительного совета Лиги был избран председатель палаты представителей филиппинского парламента Корнелио Вильяреаль.
Принятые резолюции содержали призыв «перейти от политике сдерживания к политике антикоммунистического наступления», силовой конфронтации с КНР и СССР. Выражалась поддержка Южному Вьетнаму, Индии и Малайзии, подвергавшихся агрессии со стороны ДРВ, КНР и режима Сукарно, который рассматривался в качестве прокитайского.
XI конференция АЛНА (Манила, 1965) призвала создать добровольческие антикоммунистические силы для отправки на помощь Южному Вьетнаму. Гу Чжэнган призвал укреплять антикоммунистический альянс Тайваня, Южной Кореи, Южного Вьетнама и Филиппин и развивать сотрудничество с США.
В 1966 году APACL и Антибольшевистский блок народов совместно учредили Всемирную антикоммунистическую лигу (WACL), первым президентом которой стал Гу Чжэнган. С этого времени основная деятельность APACL развивалась в рамках WACL, которая приняла принципиальную установку Чан Кайши о создании глобальной системы антикоммунистического противостояния.

## Трансформация
Вьетнамская война окончилась победой коммунистов и падением Сайгона. Однако уже через полтора года дальнейшая экспансия была остановлена Таммасатской резнёй в Таиланде. Несмотря на убийство Пак Чжон Хи, правые силы удержали контроль над Южной Кореей. Ещё в 1965 году подверглась жёсткому разгрому Коммунистическая партия Индонезии. Реформы Дэн Сяопина изменили политику КНР и способствовали постепенному сближению КПК с Гоминьданом.
В 1983 году конференция на Фиджи переименовала APACL в Азиатско-Тихоокеанскую демократическую лигу. С 1990 организация называется Азиатско-Тихоокеанская лига за свободу и демократию (Asian Pacific League for Freedom and Democracy, APLFD) — соответственно переименованию WACL во Всемирную лигу за свободу и демократию (WLFD).

## На современном этапе
В настоящее время APLFD является региональным подразделением WLFD. Объединяет представителей Южной Кореи, Тайваня, Филиппин, Таиланда, Японии, Сингапура, Малайзии, Индии, Индонезии, Вьетнама, Лаоса, Мьянмы, Австралии, Новой Зеландии, Фиджи, Гуама, Палау, США (Вьетнам и Лаос представлены диссидентскими эмигрантскими организациями). Целями Лиги названы единение народов Азии и Тихого океана во имя свободы, демократии и прав человека, укрепление дружбы и сотрудничества, экономическое развитие, социальное благосостояние и безопасность в АТР. Генеральным секретарём Лиги является политик Гоминьдана Се Вэньхуан, совмещающий этот пост с аналогичным в WLFD..
Лига проводит ежегодные конференции, совмещённые с форумами WLFD. На конференции 1998 года в Маниле особо обсуждался вопрос о противодействии политическим репрессиям в Лаосе. Вместе с официальными представителями Гоминьдана и WLFD участвует в отмечании Всемирного дня свободы — это мероприятие проводилось и 23 января 2016 году при участии Ма Инцзю. При этом тесные связи Лиги с Гоминьданом вызывают раздражение Демократической прогрессивной партии Тайваня.